# Morning Glory (canción)
"Morning Glory" es un sencillo promocional de Jamiroquai solo editado en Estados Unidos. Es un sencillo muy apreciado por los fanáticos, que tuvo el mismo destino que If I Like It, I Do It.

## Lista de canciones
1. Morning Glory (Edit) - 6:24
2. Morning Glory (Instrumental) - 6:24
3. Stillness in Time - 4:14

- Datos: Q6024301